# Ko Surin
Ko Surin (Thai: หมู่เกาะสุรินทร์, Aussprache: [mùː kɔ̀ʔ sùʔrin], Deutsch: Surin-Inseln) ist ein thailändischer Archipel in der Andamanensee, er gehört zum Tambon Ko Phra Thong, Amphoe Khura Buri, in der Provinz Phang Nga. Familien der Moken leben auf den Inseln.

## Geschichte
Viele Jahre war Mu Ko Surin eine unberührte Inselgruppe, die als Zufluchtsort für Fischerboote während Stürmen diente und kleine Gemeinschaften von Seezigeunern beherbergte. In dieser Situation erregten die Inseln wenig Interesse und wurden lange Zeit vom Königlichen Forstamt als Nationaler Waldreservat eingestuft. Doch am 30. Dezember 1971 schlug der Nationale Ausschuss für Wildtierreservate und -schutz vor, die Inseln zu einem Wildtierschutzgebiet zu machen. Dies wurde jedoch verhindert, als man erkannte, dass die Inseln innerhalb des von Weeks Petroleum Ltd. gepachteten Erkundungsgebiets lagen. Ein alternativer Plan schlug dann vor, die Inseln als Flüchtlingslager für Vietnamesen zu entwickeln. Diese Idee wurde abgelehnt, da man erkannte, dass die Umsiedlung und Unterstützung so vieler Menschen in einer so fragilen Umgebung bald zu Schäden an den unberührten Land- und Meereslebensräumen der Inseln führen würde. Das Königliche Forstamt erkannte die einzigartige Natur der Inseln sowie ihr touristisches und Forschungspotenzial. Daher widersetzte sich das Königliche Forstamt der Entwicklung der Inseln und schlug stattdessen die Einrichtung eines Nationalparks zum Schutz des Gebiets vor. Mu Ko Surin wurde schließlich am 9. Juli 1981 als 29. Nationalpark Thailands ausgewiesen.

## Geographie

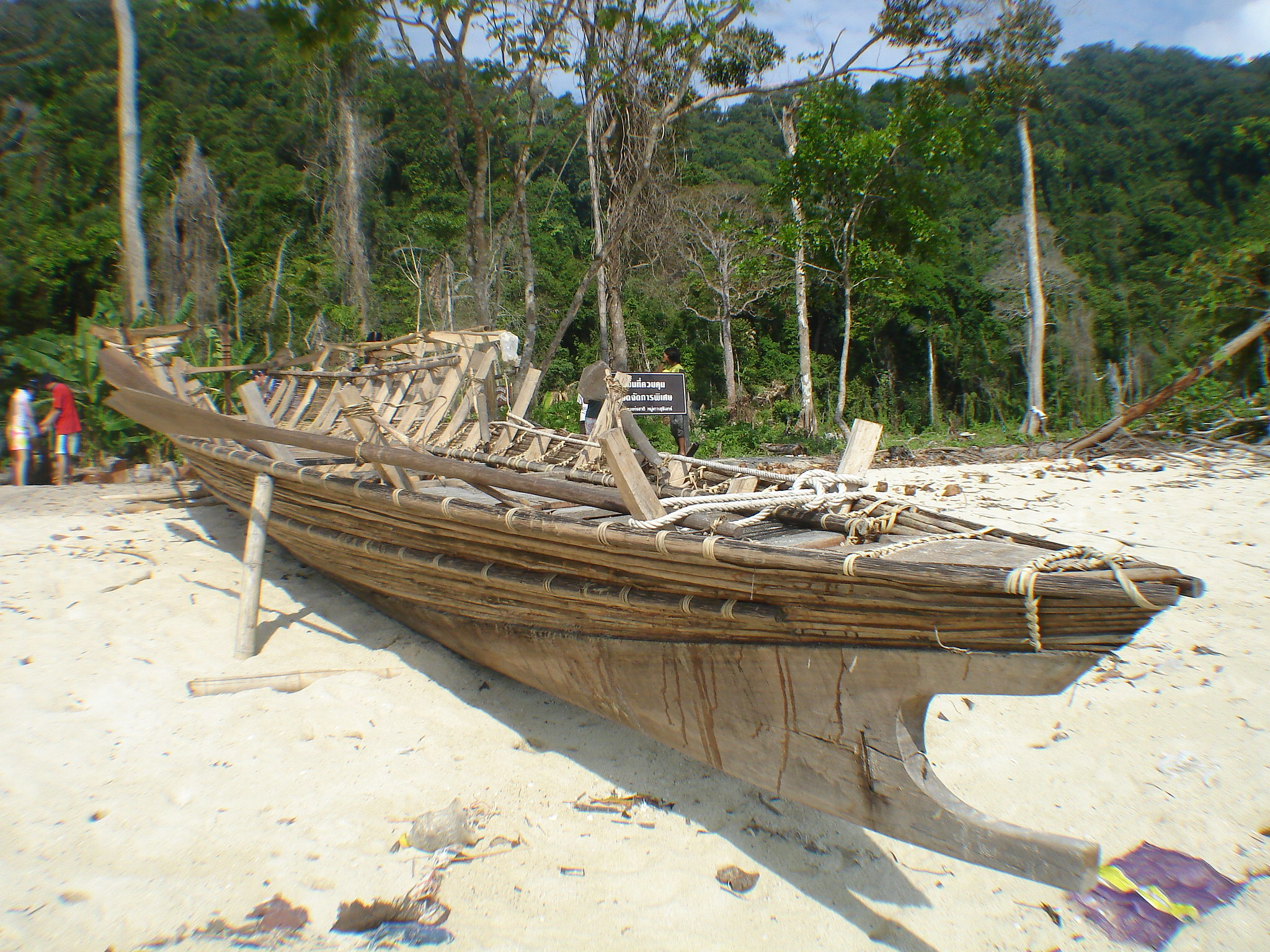
Boot der Moken auf einer der Surin-Inseln

Der Archipel ist etwa 55 km vom Festland entfernt und besteht aus fünf Inseln, den zwei bewohnten Hauptinseln Ko Surin Nuea (Nordinsel) und Ko Surin Tai (Südinsel), sowie den drei kleineren Inseln Ko Satok, Ko Pachumba und Ko Torinla sowie dem Felsen Hin Rap. Der Archipel liegt wenige Kilometer südlich der Thai - Myanmar Seegrenze. Gegenüber der Grenze liegt die zum Mergui-Archipel gehörende Christie Insel.

## Nationalpark
Der Mu-Ko-Surin-Nationalpark hat eine Fläche von 141,25 km². Er schließt die Surin-Inseln und das sie umgebende Meer ein. Die geschützten Gebiete von etwa 108 km² bzw. 80 % der Fläche befinden sich im Meer. Der Park wurde am 9. Juli 1981 zum 29. Nationalpark von Thailand erklärt. Der Mu Ko Surin ist bekannt für seine Unterwasserwelt.
Der Park besteht aus 5 Hauptinseln; Ko Surin Nua, Ko Surin Tai, Ko Ree (oder Ko Satok), Ko Glang (oder Ko Pachumba) und Ko Khai (oder Ko Torinla). Ko Surin Nua und Ko Surin Tai sind große Inseln und liegen auf einer Nord-Süd-Achse.

## Feuer im Moken-Dorf

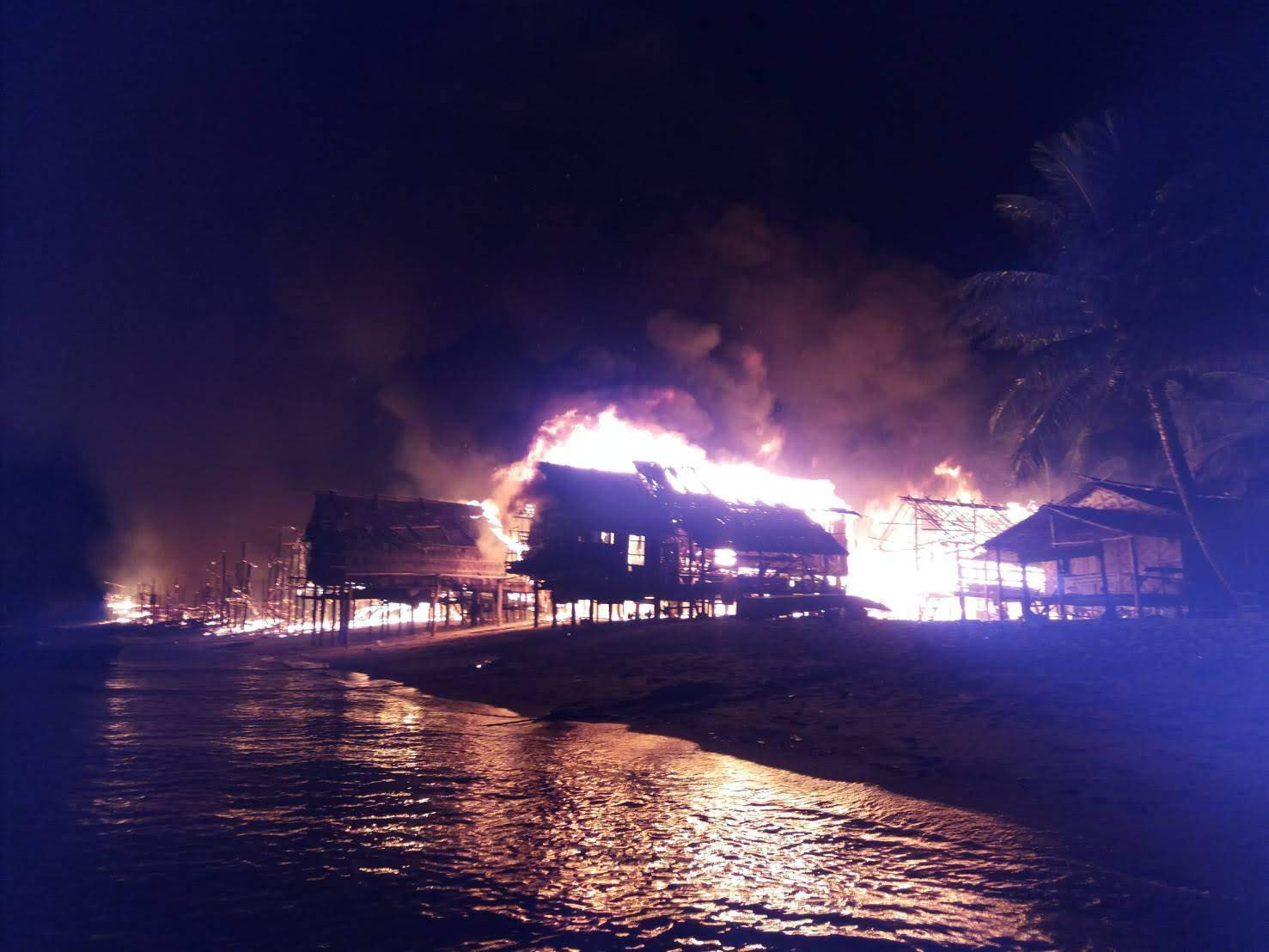
Feuer im Moken-Dorf auf den Surin-Inseln

Am 3. Februar 2019 wurde das Moken-Dorf auf den Surin-Inseln, ein bekanntes Ziel für Tagestouren, durch ein verheerendes Feuer schwer getroffen. Bei dem Brand wurden 67 der insgesamt 85 Holzhäuser des Dorfes zerstört. Bemerkenswert ist, dass trotz der Zerstörung keine Verletzten zu beklagen waren. Die Häuser, traditionell aus Holz mit Dächern aus Nippapalmblättern gefertigt, standen in enger Bebauung, was die rasche Ausbreitung des Feuers begünstigte. Unmittelbar nach dem Unglück wurden Hilfsmaßnahmen eingeleitet. Die thailändische Marine und private Schnellboote lieferten dringend benötigte Hilfsgüter an die betroffene Gemeinschaft.

## Belege
1. ↑  GeoNames
2. ↑  Department of National Parks – Mu Ko Surin National Park (Memento des Originals vom 26. März 2016 im Internet Archive)  Info: Der Archivlink wurde automatisch eingesetzt und noch nicht geprüft. Bitte prüfe Original- und Archivlink gemäß Anleitung und entferne dann diesen Hinweis.
3. ↑   Khao Lak Ausflüge: Das verheerende Feuer im Moken-Dorf auf den Surin Inseln